# 벨라루스 축구 국가대표팀
벨라루스 축구 국가대표팀(벨라루스어: Нацыянальная зборная Беларусі па футболе)은 벨라루스를 대표하는 축구 국가대표팀으로 '하얀 날개'라는 별칭으로 알려져 있으며 1989년 벨라루스 축구 연맹이 설립되었다. 그리고 3년 후인 1992년 10월 28일 우크라이나와의 공식 첫 국제 A매치 데뷔전을 치렀으며 홈 구장은 디나모 민스크의 과거 홈 구장인 디나모 스타디움이다.

## 국제 대회 경력

### FIFA 월드컵
월드컵 본선 경험은 전무하며 다만 2002년 FIFA 월드컵 유럽 지역 예선 5조 10경기에서 4승 3무 3패·조 3위를 기록하며 벨라루스 축구 역사상 월드컵 유럽 지역 예선 최고 성적을 거두었다.

### UEFA 유럽 축구 선수권 대회
월드컵과 마찬가지로 유로 대회 본선 경험도 없지만 UEFA 유로 2008 예선에서 4승 1무 7패로 유로 대회 예선 최다 승점 기록을 경신했고 아울러 17골을 터뜨려 유로 대회 예선 최다 득점 기록도 경신했다. 또한 UEFA 유로 2012 예선에서도 3승 4무 3패로 유로 2008 예선과 함께 최다 승점 기록 타이 기록을 세웠다.

### UEFA 네이션스리그

#### 2018-19년 리그 D
유럽 네이션스리그 첫 시즌 리그 D에 편입된 벨라루스는 2조에서 산마리노, 몰도바, 룩셈부르크를 상대로 5골을 터뜨린 스타니슬라우 드라훈의 활약으로 4승 2무·조 1위의 압도적인 성적을 거두며 차기 시즌 리그 C 승격을 확정지었다.

### 하계 올림픽
성인대표팀 시절의 올림픽 본선 기록은 전무하며 올림픽 대표팀으로는 2012년 대회에 첫 출전하여 뉴질랜드와의 D조 조별리그 첫 경기에서 1-0으로 승리하며 하계 올림픽 본선 첫 승을 올렸다.

## 기타 국제 대회 경력
2017년 킹스컵에 B팀으로 출전하여 4강에서 부르키나파소를 승부차기에서 3-0으로 꺾고 결승에 진출했고 결승에서 홈팀인 태국과도 승부차기까지 가는 혈전 끝에 4-5로 아쉽게 패하며 준우승을 차지했다.

## FIFA 월드컵 (본선)
| 년도   | 결과          | 순위          | 경기          | 승            | 무*           | 패            | 득점          | 실점          | 승점          |
| ------ | ------------- | ------------- | ------------- | ------------- | ------------- | ------------- | ------------- | ------------- | ------------- |
| 1930년 | 소련으로 참가 | 소련으로 참가 | 소련으로 참가 | 소련으로 참가 | 소련으로 참가 | 소련으로 참가 | 소련으로 참가 | 소련으로 참가 | 소련으로 참가 |
| 1934년 | 소련으로 참가 | 소련으로 참가 | 소련으로 참가 | 소련으로 참가 | 소련으로 참가 | 소련으로 참가 | 소련으로 참가 | 소련으로 참가 | 소련으로 참가 |
| 1938년 | 소련으로 참가 | 소련으로 참가 | 소련으로 참가 | 소련으로 참가 | 소련으로 참가 | 소련으로 참가 | 소련으로 참가 | 소련으로 참가 | 소련으로 참가 |
| 1950년 | 소련으로 참가 | 소련으로 참가 | 소련으로 참가 | 소련으로 참가 | 소련으로 참가 | 소련으로 참가 | 소련으로 참가 | 소련으로 참가 | 소련으로 참가 |
| 1954년 | 소련으로 참가 | 소련으로 참가 | 소련으로 참가 | 소련으로 참가 | 소련으로 참가 | 소련으로 참가 | 소련으로 참가 | 소련으로 참가 | 소련으로 참가 |
| 1958년 | 소련으로 참가 | 소련으로 참가 | 소련으로 참가 | 소련으로 참가 | 소련으로 참가 | 소련으로 참가 | 소련으로 참가 | 소련으로 참가 | 소련으로 참가 |
| 1962년 | 소련으로 참가 | 소련으로 참가 | 소련으로 참가 | 소련으로 참가 | 소련으로 참가 | 소련으로 참가 | 소련으로 참가 | 소련으로 참가 | 소련으로 참가 |
| 1966년 | 소련으로 참가 | 소련으로 참가 | 소련으로 참가 | 소련으로 참가 | 소련으로 참가 | 소련으로 참가 | 소련으로 참가 | 소련으로 참가 | 소련으로 참가 |
| 1970년 | 소련으로 참가 | 소련으로 참가 | 소련으로 참가 | 소련으로 참가 | 소련으로 참가 | 소련으로 참가 | 소련으로 참가 | 소련으로 참가 | 소련으로 참가 |
| 1974년 | 소련으로 참가 | 소련으로 참가 | 소련으로 참가 | 소련으로 참가 | 소련으로 참가 | 소련으로 참가 | 소련으로 참가 | 소련으로 참가 | 소련으로 참가 |
| 1978년 | 소련으로 참가 | 소련으로 참가 | 소련으로 참가 | 소련으로 참가 | 소련으로 참가 | 소련으로 참가 | 소련으로 참가 | 소련으로 참가 | 소련으로 참가 |
| 1982년 | 소련으로 참가 | 소련으로 참가 | 소련으로 참가 | 소련으로 참가 | 소련으로 참가 | 소련으로 참가 | 소련으로 참가 | 소련으로 참가 | 소련으로 참가 |
| 1986년 | 소련으로 참가 | 소련으로 참가 | 소련으로 참가 | 소련으로 참가 | 소련으로 참가 | 소련으로 참가 | 소련으로 참가 | 소련으로 참가 | 소련으로 참가 |
| 1990년 | 소련으로 참가 | 소련으로 참가 | 소련으로 참가 | 소련으로 참가 | 소련으로 참가 | 소련으로 참가 | 소련으로 참가 | 소련으로 참가 | 소련으로 참가 |
| 1994년 | 없음          | 없음          | 없음          | 없음          | 없음          | 없음          | 없음          | 없음          | 없음          |
| 1998년 | 예선 탈락     | 예선 탈락     | 예선 탈락     | 예선 탈락     | 예선 탈락     | 예선 탈락     | 예선 탈락     | 예선 탈락     | 예선 탈락     |
| 2002년 | 예선 탈락     | 예선 탈락     | 예선 탈락     | 예선 탈락     | 예선 탈락     | 예선 탈락     | 예선 탈락     | 예선 탈락     | 예선 탈락     |
| 2006년 | 예선 탈락     | 예선 탈락     | 예선 탈락     | 예선 탈락     | 예선 탈락     | 예선 탈락     | 예선 탈락     | 예선 탈락     | 예선 탈락     |
| 2010년 | 예선 탈락     | 예선 탈락     | 예선 탈락     | 예선 탈락     | 예선 탈락     | 예선 탈락     | 예선 탈락     | 예선 탈락     | 예선 탈락     |
| 2014년 | 예선 탈락     | 예선 탈락     | 예선 탈락     | 예선 탈락     | 예선 탈락     | 예선 탈락     | 예선 탈락     | 예선 탈락     | 예선 탈락     |
| 2018년 | 예선 탈락     | 예선 탈락     | 예선 탈락     | 예선 탈락     | 예선 탈락     | 예선 탈락     | 예선 탈락     | 예선 탈락     | 예선 탈락     |
| 합계   |               |               |               |               |               |               |               |               |               |

## FIFA 월드컵 (예선)
| 1930년 | 소련으로 참가                             | 소련으로 참가                             | 소련으로 참가                             | 소련으로 참가                             | 소련으로 참가                             | 소련으로 참가                             | 소련으로 참가                             |                                           |                                           |
| 1934년 | 소련으로 참가                             | 소련으로 참가                             | 소련으로 참가                             | 소련으로 참가                             | 소련으로 참가                             | 소련으로 참가                             | 소련으로 참가                             |                                           |                                           |
| 1938년 | 소련으로 참가                             | 소련으로 참가                             | 소련으로 참가                             | 소련으로 참가                             | 소련으로 참가                             | 소련으로 참가                             | 소련으로 참가                             |                                           |                                           |
| 1950년 | 소련으로 참가                             | 소련으로 참가                             | 소련으로 참가                             | 소련으로 참가                             | 소련으로 참가                             | 소련으로 참가                             | 소련으로 참가                             |                                           |                                           |
| 1954년 | 소련으로 참가                             | 소련으로 참가                             | 소련으로 참가                             | 소련으로 참가                             | 소련으로 참가                             | 소련으로 참가                             | 소련으로 참가                             |                                           |                                           |
| 1958년 | 소련으로 참가                             | 소련으로 참가                             | 소련으로 참가                             | 소련으로 참가                             | 소련으로 참가                             | 소련으로 참가                             | 소련으로 참가                             |                                           |                                           |
| 1962년 | 소련으로 참가                             | 소련으로 참가                             | 소련으로 참가                             | 소련으로 참가                             | 소련으로 참가                             | 소련으로 참가                             | 소련으로 참가                             |                                           |                                           |
| 1966년 | 소련으로 참가                             | 소련으로 참가                             | 소련으로 참가                             | 소련으로 참가                             | 소련으로 참가                             | 소련으로 참가                             | 소련으로 참가                             |                                           |                                           |
| 1970년 | 소련으로 참가                             | 소련으로 참가                             | 소련으로 참가                             | 소련으로 참가                             | 소련으로 참가                             | 소련으로 참가                             | 소련으로 참가                             |                                           |                                           |
| 1974년 | 소련으로 참가                             | 소련으로 참가                             | 소련으로 참가                             | 소련으로 참가                             | 소련으로 참가                             | 소련으로 참가                             | 소련으로 참가                             |                                           |                                           |
| 1978년 | 소련으로 참가                             | 소련으로 참가                             | 소련으로 참가                             | 소련으로 참가                             | 소련으로 참가                             | 소련으로 참가                             | 소련으로 참가                             |                                           |                                           |
| 1982년 | 소련으로 참가                             | 소련으로 참가                             | 소련으로 참가                             | 소련으로 참가                             | 소련으로 참가                             | 소련으로 참가                             | 소련으로 참가                             |                                           |                                           |
| 1986년 | 소련으로 참가                             | 소련으로 참가                             | 소련으로 참가                             | 소련으로 참가                             | 소련으로 참가                             | 소련으로 참가                             | 소련으로 참가                             |                                           |                                           |
| 1990년 | 소련으로 참가                             | 소련으로 참가                             | 소련으로 참가                             | 소련으로 참가                             | 소련으로 참가                             | 소련으로 참가                             | 소련으로 참가                             |                                           |                                           |
| 1994년 | 없음                                      | 없음                                      | 없음                                      | 없음                                      | 없음                                      | 없음                                      | 없음                                      |                                           |                                           |
| 1998년 | 10                                        | 1                                         | 1                                         | 8                                         | 5                                         | 21                                        | 4                                         |                                           |                                           |
| 2002년 | 10                                        | 4                                         | 3                                         | 3                                         | 12                                        | 11                                        | 15                                        |                                           |                                           |
| 2006년 | 10                                        | 2                                         | 4                                         | 4                                         | 12                                        | 14                                        | 10                                        |                                           |                                           |
| 2010년 | 10                                        | 4                                         | 1                                         | 5                                         | 19                                        | 14                                        | 13                                        |                                           |                                           |
| 2014년 | 8                                         | 1                                         | 1                                         | 6                                         | 7                                         | 16                                        | 4                                         |                                           |                                           |
| 2018년 | 10                                        | 1                                         | 2                                         | 7                                         | 6                                         | 21                                        | 5                                         |                                           |                                           |
| 합계   | 58                                        | 13                                        | 12                                        | 33                                        | 61                                        | 97                                        | 51                                        |                                           |                                           |
| 순위   | 월드컵 예선 승점 순위 : 121위 (유럽 42위) | 월드컵 예선 승점 순위 : 121위 (유럽 42위) | 월드컵 예선 승점 순위 : 121위 (유럽 42위) | 월드컵 예선 승점 순위 : 121위 (유럽 42위) | 월드컵 예선 승점 순위 : 121위 (유럽 42위) | 월드컵 예선 승점 순위 : 121위 (유럽 42위) | 월드컵 예선 승점 순위 : 121위 (유럽 42위) | 월드컵 예선 승점 순위 : 121위 (유럽 42위) | 월드컵 예선 승점 순위 : 121위 (유럽 42위) |

## UEFA 유럽 축구 선수권 대회
- 1960년 ~ 1992년 - 소비에트 연방으로 참가
- 1996년 ~ 2020년 - 예선 탈락

| 1960년 | 소련으로 참가              | 소련으로 참가              | 소련으로 참가              | 소련으로 참가              | 소련으로 참가              | 소련으로 참가              | 소련으로 참가              |                            |                            |
| 1964년 | 소련으로 참가              | 소련으로 참가              | 소련으로 참가              | 소련으로 참가              | 소련으로 참가              | 소련으로 참가              | 소련으로 참가              |                            |                            |
| 1968년 | 소련으로 참가              | 소련으로 참가              | 소련으로 참가              | 소련으로 참가              | 소련으로 참가              | 소련으로 참가              | 소련으로 참가              |                            |                            |
| 1972년 | 소련으로 참가              | 소련으로 참가              | 소련으로 참가              | 소련으로 참가              | 소련으로 참가              | 소련으로 참가              | 소련으로 참가              |                            |                            |
| 1976년 | 소련으로 참가              | 소련으로 참가              | 소련으로 참가              | 소련으로 참가              | 소련으로 참가              | 소련으로 참가              | 소련으로 참가              |                            |                            |
| 1980년 | 소련으로 참가              | 소련으로 참가              | 소련으로 참가              | 소련으로 참가              | 소련으로 참가              | 소련으로 참가              | 소련으로 참가              |                            |                            |
| 1984년 | 소련으로 참가              | 소련으로 참가              | 소련으로 참가              | 소련으로 참가              | 소련으로 참가              | 소련으로 참가              | 소련으로 참가              |                            |                            |
| 1988년 | 소련으로 참가              | 소련으로 참가              | 소련으로 참가              | 소련으로 참가              | 소련으로 참가              | 소련으로 참가              | 소련으로 참가              |                            |                            |
| 1992년 | 소련으로 참가              | 소련으로 참가              | 소련으로 참가              | 소련으로 참가              | 소련으로 참가              | 소련으로 참가              | 소련으로 참가              |                            |                            |
| 1996년 | 10                         | 3                          | 2                          | 5                          | 8                          | 13                         | 11                         |                            |                            |
| 2000년 | 8                          | 0                          | 3                          | 5                          | 4                          | 10                         | 3                          |                            |                            |
| 2004년 | 8                          | 1                          | 0                          | 7                          | 4                          | 20                         | 3                          |                            |                            |
| 2008년 | 12                         | 4                          | 1                          | 7                          | 17                         | 23                         | 13                         |                            |                            |
| 2012년 | 10                         | 3                          | 4                          | 3                          | 8                          | 7                          | 13                         |                            |                            |
| 2016년 | 10                         | 3                          | 2                          | 5                          | 8                          | 14                         | 11                         |                            |                            |
| 2020년 | 9                          | 1                          | 2                          | 6                          | 4                          | 17                         | 4                          |                            |                            |
| 합계   | 67                         | 15                         | 14                         | 38                         | 53                         | 104                        | 58                         |                            |                            |
| 순위   | 유로 예선 승점 순위 : 41위 | 유로 예선 승점 순위 : 41위 | 유로 예선 승점 순위 : 41위 | 유로 예선 승점 순위 : 41위 | 유로 예선 승점 순위 : 41위 | 유로 예선 승점 순위 : 41위 | 유로 예선 승점 순위 : 41위 | 유로 예선 승점 순위 : 41위 | 유로 예선 승점 순위 : 41위 |

## 하계 올림픽
| 올림픽 축구 기록 | 올림픽 축구 기록          | 올림픽 축구 기록          | 올림픽 축구 기록          | 올림픽 축구 기록          | 올림픽 축구 기록          | 올림픽 축구 기록          | 올림픽 축구 기록          | 올림픽 축구 기록          | 올림픽 축구 기록          |
| 년도             | 결과                      | 순위                      | 경기                      | 승                        | 무*                       | 패                        | 득점                      | 실점                      | 승점                      |
| ---------------- | ------------------------- | ------------------------- | ------------------------- | ------------------------- | ------------------------- | ------------------------- | ------------------------- | ------------------------- | ------------------------- |
| 1992년 이전      | 소련 축구 국가대표팀 참조 | 소련 축구 국가대표팀 참조 | 소련 축구 국가대표팀 참조 | 소련 축구 국가대표팀 참조 | 소련 축구 국가대표팀 참조 | 소련 축구 국가대표팀 참조 | 소련 축구 국가대표팀 참조 | 소련 축구 국가대표팀 참조 | 소련 축구 국가대표팀 참조 |
| 1996년           | 진출 실패                 | 진출 실패                 | 진출 실패                 | 진출 실패                 | 진출 실패                 | 진출 실패                 | 진출 실패                 | 진출 실패                 | 진출 실패                 |
| 2000년           | 진출 실패                 | 진출 실패                 | 진출 실패                 | 진출 실패                 | 진출 실패                 | 진출 실패                 | 진출 실패                 | 진출 실패                 | 진출 실패                 |
| 2004년           | 진출 실패                 | 진출 실패                 | 진출 실패                 | 진출 실패                 | 진출 실패                 | 진출 실패                 | 진출 실패                 | 진출 실패                 | 진출 실패                 |
| 2008년           | 진출 실패                 | 진출 실패                 | 진출 실패                 | 진출 실패                 | 진출 실패                 | 진출 실패                 | 진출 실패                 | 진출 실패                 | 진출 실패                 |
| 2012년           | 조별리그                  | 10위                      | 3                         | 1                         | 0                         | 2                         | 3                         | 6                         | 3                         |
| 2016년           | 진출 실패                 | 진출 실패                 | 진출 실패                 | 진출 실패                 | 진출 실패                 | 진출 실패                 | 진출 실패                 | 진출 실패                 | 진출 실패                 |
| 합계             | 1회 진출(1/6)             | 조별리그(1회)             | 3                         | 1                         | 0                         | 2                         | 3                         | 6                         | 3                         |

## 주요 선수
- 예브게니 야블론스키
- 데니스 폴랴코프
- 막스 에봉
- 데니스 랍테프
- 블라디슬라프 클리모비치
- 니키타 코르준
- 로만 유젭추크
- 아르툠 비코프
- 막심 스카비슈
- 이반 바하르
- 파벨 사비츠키
- 비탈리 리사코비치

## 역대 감독
| 감독                        | 임기 |
| --------------------------- | ---- |
| 안드레이 지그만토비치(대행) | 2014 |

## 같이 보기
- 벨라루스 여자 축구 국가대표팀